# Slane
Slane (Iers: Baile Shláine) is een plaats in het Ierse graafschap County Meath. De plaats telt 1.099 inwoners.
Dit stadje, gelegen aan de oever van de Boyne is vooral bekend van Slane Castle waar men grote (pop)concerten organiseert.